# Silvia
Silvia es un nombre femenino de origen latino que significa ‘natural de los bosques’ (o reina de la naturaleza). Deriva del latín silva, cuyo significado era ‘selva’, ‘bosque siniestro’.

## Santoral
- Silvia de Sicilia o de Roma (515-592), santa, madre de San Gregorio Magno, papa - Festividad:3 de noviembre.

En la mitología latina se encuentra un personaje con el nombre de Silvius, hijo de Eneas y Lavinia. Su nombre hace referencia a su lugar de nacimiento, pues la historia cuenta que Zirbia se escondió en los bosques. 
La madre de Rómulo y Remo (fundadores de Roma según la mitología romana) también se llamaba Silvia.
La tradición cristiana conservó este nombre y se difundió gracias a santos como San Silvio de Alejandría, o Santa Silvia, madre del papa Gregorio Magno. El 3 de noviembre se celebra su onomástica.
El nombre de Silvia no se popularizó en España hasta los años 60-70, fundamentalmente, debido a la influencia extranjera. En esta época Silvia pasó de ser un nombre desconocido a convertirse en un fenómeno de popularidad, uno de los nombres modernos de la época.
Variaciones:
- Silvana.
- Silvina

Variación masculina:
- Silvio.

## Variantes en otros idiomas
| Variantes en otras lenguas | Variantes en otras lenguas |
| -------------------------- | -------------------------- |
| Español                    | Silvia                     |
| Catalán                    | Sílvia                     |
| Gallego                    | Silvia                     |
| Portugués                  | Silva                      |
| Asturiano                  | Silvia                     |
| Alemán                     | Silvia                     |
| Eslovaco                   | Silvia                     |
| Esloveno                   | Silva                      |
| Esperanto                  | Silvia                     |
| Francés                    | Sylvie                     |
| Neerlandés                 | Sylvia                     |
| Húngaro                    | Szilvia                    |
| Inglés                     | Sylvia                     |
| Italiano                   | Silvia                     |
| Noruego                    | Silvia                     |
| Polaco                     | Sylwia                     |
| Ruso                       | Сильвия                    |
| Sueco                      | Silvia                     |
| Chino                      | 西尔维娅                   |
| Euskera                    | Oihana/Oihane              |

- Datos: Q837124
- Multimedia: Silvia (given name) / Q837124